# Ганс фон Дах
Ганс фон Дах (1927—2003) — майор швейцарської армії під час Холодної війни, більш відомий як теоретик воєнної тактики. Автор семитомного посібника з ведення партизанської війни Тотальний опір (нім. Der totale Widerstand: Eine Kleinkriegsanleitung für Jedermann) 1957 року. Завдяки цій праці Ганс фон Дах є найбільш знаним у світі швейцарським теоретиком тактики ведення воєнних дій.
Фон Дах працював у Берні з 1970 по 1980 рік у навчальному відділі швейцарського департаменту оборони. Його наголос на приоритеті ведення широкомасштабної нерегулярної війни не підтримали очільники швейцарських збройних сил, які на той час віддавали перевагу традиційній військовій тактиці. Отже, його погляди не мали впливу на стратегію армії Швейцарії.
Незважаючи на широку читацьку аудиторію «Тотального опору», від 1963-го року до свого звільнення в запас в 1988-му, фон Дах так і не отримав вищого звання військового звання ніж майор. Ймовірно таким чином армія намагалась позбутися певної відповідальності за його твори, які були піддані критиці як такі, що порушують закони війни. У 1974 році начальник Генерального штабу наклав вето на публікацію «Тотальний опір», яка тоді була дуже популярною серед офіцерів. Керівництво швейцарської армії було занепокоєне зростанням популярності таких поглядів серед військових. Фон Дах вважав, що Радянський Союз є найбільш ймовірною окупаційною силою під час «холодної війни», і ця держава не буде вести війну за її канонами та правилами.
Ганс фон Дах користувався мовчазною підтримкою своїх ідей серед своїх військових начальників, які вважали, що наявна загроза стійкого оборонного партизанського військового зусилля, яка популяризовалась у його роботах, є значним внеском у загальну швейцарську оборонну стратегію стримування (переконливості).
Крім Тотального опору, фон Дах створив понад сто публікацій про тактику, в тому числі армійські підручники, журнальні статті та книги оборони, такі як Gefechtstechnik («Бойова техніка», різні видання 1958—1957), Kampfbeispiele («Бойові приклади», 1977) та Kampfverfahren der Verteidigung («Оборонна техніка бою», 1959). Обдарований кресляр, він проілюстрував багато своїх творів. 
У своєму особистому житті фон Дах займався соціальною роботою для безпритульних як учасник Армії порятунку.